# Santuario dell’Addolorata

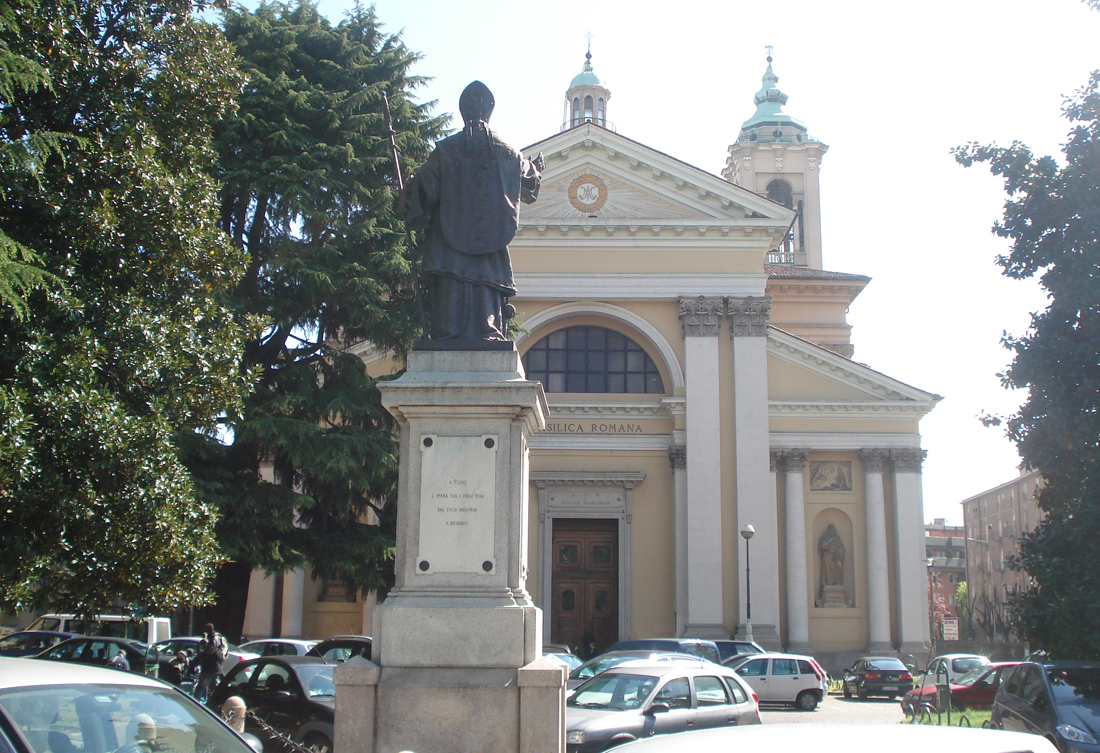
Santuario dell’Addolorata

Das Santuario dell’Addolorata (deutsch Wallfahrtskirche Mariä Schmerzen) ist eine Kirche in Rho in der Lombardei, Italien. Das größte Marienheiligtum des Erzbistums Mailand ist der Mater Dolorosa (Schmerzensmutter) gewidmet und trägt den Titel einer Basilica minor. Das barocke Gebäude wurde vom 16. bis in das 19. Jahrhundert am nördlichen Rand der Altstadt errichtet. Die Wallfahrtsstätte wird vom angrenzenden großen Oblatenkollegium betreut.

## Geschichte
Eine kleine Unserer Lieben Frau vom Schnee gewidmete Kapelle wurde 1522 errichtet. Das Marienbildnis weinte am 24. April 1583 angeblich Tränen aus Blut, was von der katholischen Kirche nach Untersuchungen als Wunder anerkannt wurde. Am 7. März erfolgte die Grundsteinlegung für die heutige Kirche durch Erzbischof Karl Borromäus. Der Bau erfolgte nach Plänen des Architekten Pellegrino Tibaldi und umschließt die kleine Kapelle mit dem wundertätigen Fresko, die unter der Apsis gelegen von außen zugänglich ist. Ein erster Gottesdienst wurde bereits 1586 gefeiert. Die Weihe erfolgte am 3. April 1755 durch Kardinal Giuseppe Pozzobonelli. 1759 wurde der Glockenturm nach Plänen von Giulio Galliori und Carlo Giuseppe Merlo fertiggestellt, der auch für den Bau der Kuppel zwischen 1752 und 1764 verantwortlich war. Anfang des 19. Jahrhunderts wurde die klassizistische Fassade nach einem Entwurf von Leopoldo Pollack errichtet. Der Bau des Heiligtums wurde 1888 abgeschlossen, als der letzte Satz Glocken montiert wurde. Das Heiligtum wurde im September 1895 offiziell und feierlich von Kardinal Andrea Carlo Ferrari geweiht. Im Februar 1923 erhob Papst Pius XI. die Wallfahrtskirche in den Rang einer Basilica minor. Die Renovierungsarbeiten am Altar wurden am 24. April 1998 mit einer Wiedereinweihungszeremonie unter Kardinal Carlo Maria Martini begangen. Renovierungen der Kapellen San Giuseppe und San Carlo folgten 2004 und 2007.
Der Bau des schon 1721 konstituierten Kollegiums der Oblaten der heiligen Ambrosius und Karl wurde erst im Jahr 1876 begonnen und 1911 fertiggestellt. Es ist ein Werk von Giorgio Martinelli, ein Entwurf von Giulio Galliori stammte von 1766. An dem Kollegium haben viele bedeutende kirchliche Persönlichkeiten studiert, darunter Papst Paul VI.

## Architektur
Die Kirche hat den Grundriss eines lateinischen Kreuzes, ihr einziges Kirchenschiff besitzt vier Kapellen auf jeder Seite. Ihre Länge von 74 Metern bei einer Breite im Querschiff von 43 Metern macht sie zu einer der größten Basiliken der Lombardei. Die Kuppel mit einem Durchmesser von 18 Metern ist 54 Meter hoch, der Glockenturm 75 Meter. Die Struktur folgt im Wesentlichen dem ursprünglichen Projekt von Pellegrino Tibaldi, abgesehen vom Verzicht auf den vierseitigen Portikus vor der Eingangsfassade. Die Vierungskuppel mit acht großen Fenstern im Tambour ist mit zwei Pilastern im korinthischen Stil verziert.

## Ausstattung
Das Heiligtum Unserer Lieben Frau von den Schmerzen enthält zahlreiche Gemälde und Fresken bedeutender Maler des lombardischen Barocks. Sie stammen zumeist aus dem 17. Jahrhundert und wurden unter anderem von Camillo Procaccini, Fiammenghini, Morazzone, Andrea Lanzani und Raffele Casnedi da Runo geschaffen. Die Kapellen sind in ihrem oberen Teil mit Stuckreliefs verziert, hinzu kommen große Gipsskulpturen.

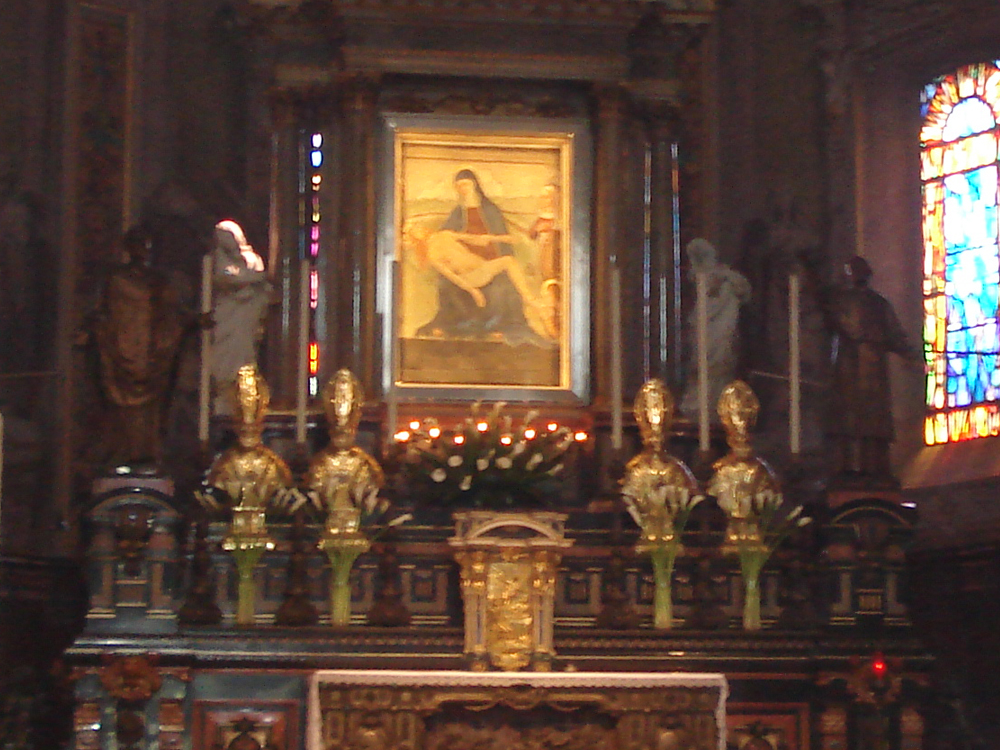
Hauptaltar

Der Hauptaltar wurde im 17. Jahrhundert gefertigt und dann gegen Ende des 19. Jahrhunderts vergrößert und mit Marmor und Bronzestatuen ausgestattet. Das Altarbild aus dem 17. Jahrhundert stammt von Cristoforo Storer und stellt die Grundsteinlegung des Sanktuariums durch St. Karl dar. Das hölzerne Chorgestühl ist ein Werk von Antonio Maria Pozzi (1747), die Kanzeln und Orgeln wurden danach von Benedetto Cazzaniga geschaffen. An dem Chorbogen ist ein holzgeschnitztes Kruzifix mit Engeln von Giuseppe Antignati aus dem Jahr 1765 aufgehängt.

## Geläut
Der Glockenturm nahe dem Chor beherbergt ein Geläut mit zehn Glocken in La2 Maggiore, die 1887 von den Brüdern Barigozzi gegossen wurden. Alle zehn Glocken sind im ambrosianischen System gestimmt, da es sich um das Heiligtum der Diözese Mailand handelt.